# Société médiévale
La société médiévale est une société d'ordres organisée autour des trois ordres suivants :
- ceux qui prient : oratores ; le clergé ; les  hommes d'Église ;
- ceux qui combattent : bellatores ; les nobles (prince, seigneurs, chevaliers) ;
- ceux qui travaillent : laboratores ; les paysans, les tenanciers/vilains et les serfs.

C'est un système destiné, lorsqu'il a été énoncé au XIe siècle, à amener la société vers une organisation dite parfaite. Il s'agit d'une classification analogue à celle des trois ordres de la société d'Ancien Régime : clergé, noblesse, Tiers état.

## Historique
Les trois ordres étaient déjà évoqués dans l'Empire Romain chrétien : les sacerdotes, les nobiles et les pauperes.
Des textes anglais du VIIIe siècle, comme celui du roi du Wessex Alfred le Grand, distinguent les gebedmen formés par les druides et prêtres, les fyrdmen formés par l'aristocratie militaire et les weorcmen, hommes libres pour le travail.
Ces deux classifications seront reprises par le moine Haymon d'Auxerre au IXe siècle.
Des mentions d'une classification de la société en trois ordres apparaissent en Angleterre aux IXe et Xe siècles. La traduction anglo-saxonne du De Consolatione Philosophiae de Boèce par le roi Alfred le Grand (en 897-898), au livre I, chapitre 17 indique :
« Listen, you know that no man is able to exhibit and craft or to conduct or to rule any power without tools and material. That without which man is unable to perform the craft is the material for that craft. These then are the king's materials and his tools to reign with: that he have his land well-peopled; he must have prayer-men and army-men and work-men (gebedmen fyrdmen weorcmen). You know that without these tools no king can exhibit his craft. »
Ces trois ordres ont été redéfinis par Adalbéron de Laon vers 1020, puis par Gérard de Cambrai qui souhaitaient ce type d'organisation sociale alors que la France connaissait une crise politique autour de l'an mille.
L'historien Georges Dumézil a mis en évidence que ces fonctions sont communes aux sociétés indo-européennes (voir l'article Fonctions tripartites indo-européennes).
Georges Duby a également décrit en détail les trois ordres de la société « féodale ».
Toutefois Florian Mazel, médiéviste français, remet en cause ce modèle. Il estime qu'il est trop influencé par une vision basée sur la prééminence de l'État, alors que celui-ci n'existe pas au Moyen Âge aussi fortement qu'aujourd'hui ; selon lui, l'Église catholique a une influence beaucoup plus importante que les autres composantes humaines sur la société médiévale. Elle est une institution totale, aux XIe et XIIe siècles elle est indépendante des autres pouvoirs, et modèle tous les aspects de la vie courante. Son rôle dépasse ce qui pourrait revenir au christianisme comme religion. De plus, le déroulement du Moyen Age, vu habituellement comme une alternance de temps de crise et de croissance, ne serait en fait constitué que d'un seul moment charnière : la réforme grégorienne, une politique voulue et conduite exclusivement par la papauté. Cet événement est spécifique au monde latin, toutefois il se déroule en relation avec les mondes byzantin et islamique. C'est à ce moment-là que les marchands italiens vont se greffer aux voies commerciales de l'Islam, et que les croisades vont se généraliser. La discipline va se durcir, rejetant la féminité, obligeant le célibat des prêtres. Cette réforme va structurer les communautés villageoises autour d'une église et du cimetière. L'église impose la dîme, redevance spécialement perçue par elle. Cette redevance est le symbole du pouvoir de l'église en tant qu'institution sur toute la société, et rattache les personnes à une église, en tant que bâtiment, qui commande un territoire ; elle a donc défini ses propres territoires, et par là influencé l'ensemble des pouvoirs civils.